# Llista de pilotaires valencians

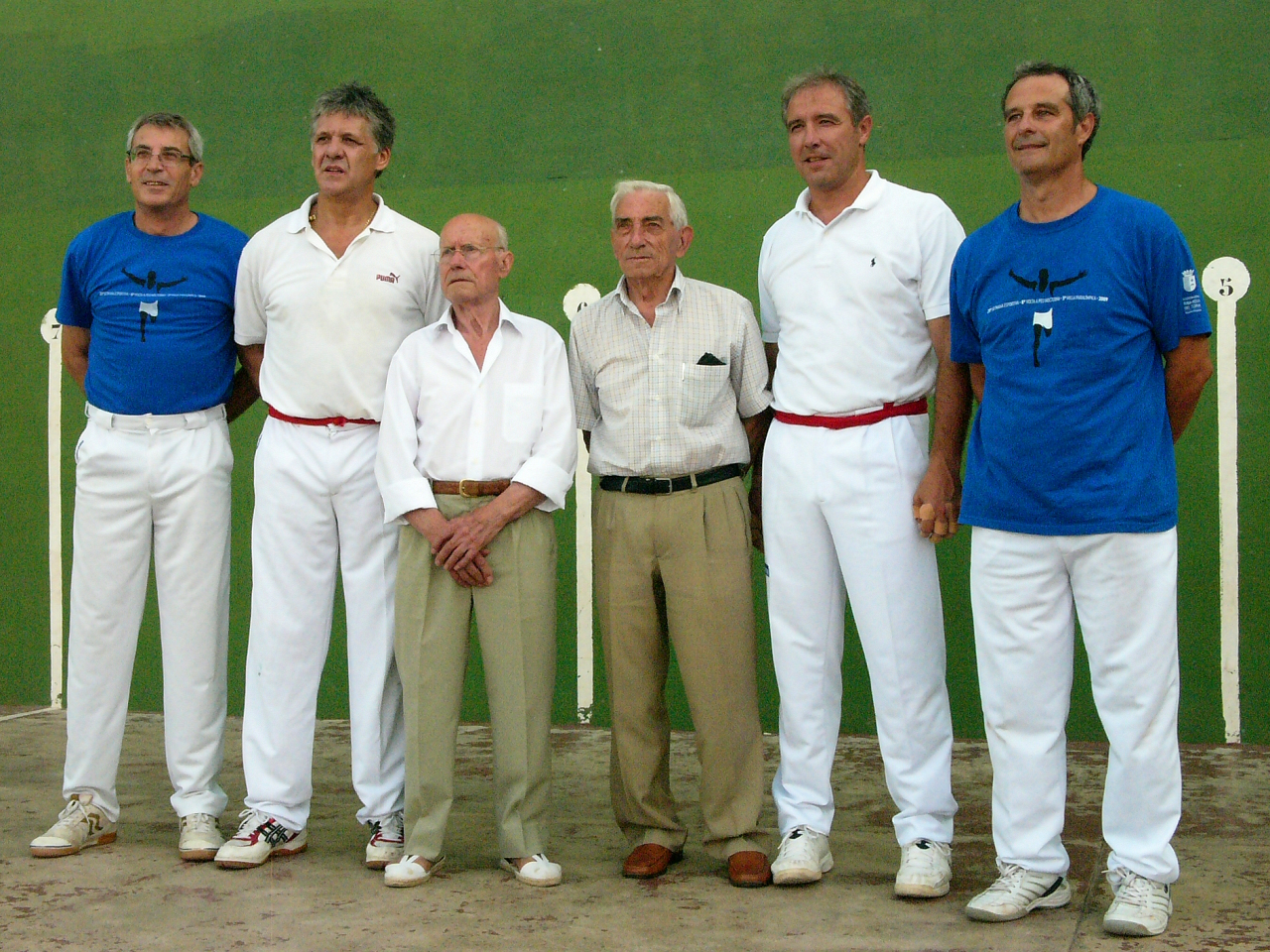
Trofeu Juliet d'Alginet, 2009

Açò és una llista de pilotaris valencians (principalment masculins, tot i que inclou algunes pilotaries també - exactament 5 a 2021) de totes les èpoques ordenable per any de naixement, especialitat (escala i corda, frontó, galotxa, llargues o raspall), nom esportiu, llinatge, procedència, posició en el joc i palmarés aproximat, això últim amb caràcter orientatiu, ja que la proliferació de trofeus comença en la dècada de 2000, la informació sobre pilotaris anteriors a la creació de ValNet (2005) és escassa i el nombre augmenta durant l'any.
En blanc, els professionals en actiu; en blau, els jugadors a ratlles; en roig, els campions individuals vigents; en verd, els frontonistes; en beix, els jugadors de galotxa; i, en daurat, els cinc millors del segle XX segons l'afició de Pelayo.

## Llista en format taula
A la primera columna apareix l'any de naixement (sota "A."), i a l'última, l'any de mort (Ω), si escau. Entremig hi ha la modalitat (Mod.), la «figura» (sobrenom o nom esportiu), els llinatges (nom complet), l'origen del pilotari o la pilotària la posició que sol / solia jugar (Pos.), i quantes vegades havia set "Campió" o "Subcampió" i per penúltim, la tecnificació. 	
| A    | Mod.      | Figura                  | Llinatges                       | Origen          | Pos.            | Campió | Subcampió | Tecnificació | Ω      |       |
| ---- | --------- | ----------------------- | ------------------------------- | --------------- | --------------- | ------ | --------- | ------------ | ------ | ----- |
| 1991 | escala    | Puchol II               | Xavier Puchol Cataluña          | vinalesí        | rest            | 16     | 5         | 1            |        |       |
| 1998 | raspall   | Tonet IV                | Tonet Ordiñana Llopis           | genovesí        | mitger          | 7      | 4         |              |        |       |
| 2005 | escala    | Garrofeta               | Toni Escortell                  | pedreguero      | mitger          |        |           |              |        |       |
| 2005 | escala    | Nacho                   | Nacho Riera                     | pedreguero      | feridor         |        |           |              |        |       |
| 2001 | raspall   | Victòria de València    | Victoria Díez Sanjuan           | valentina       | rest            | 10     | 3         | 1            |        |       |
| 1951 | escala    | Locheta                 | Josep Aguilar Giner             | elianer         | mitger          |        | 2         |              |        |       |
| 1994 | escala    | Guillermo del Puig      | Guillermo Alandes               | pugenc          | mitger          | 1      | 1         |              |        |       |
| 1995 | raspall   | Ian de Senyera          | Ian Álvarez Tomàs               | senyerut        | rest            | 4      | 2         |              |        |       |
|      | frontó    | Arcusa                  | Pasqual Arcusa                  | quartà          |                 |        |           |              |        |       |
| 2001 | raspall   | Nicolás                 | Nicolás Argente García          | navarresí       | mitger          |        |           | 1            |        |       |
| 1913 | escala    | Quart                   | Albert Arnal                    | serratí         | rest            |        |           |              | 1966   |       |
| 1987 | escala    | Aucejo                  | José Aucejo Casares             | melianer        | mitger          |        |           | 2            | [ 7 ]  |       |
| 1998 | raspall   | Badenes                 | Néstor Badenes Constantino      | xeraquer        | rest            |        | 1         |              |        |       |
| 1983 | frontó    | Pasqual de la Pobla     | Pasqual Balaguer Castillo       | poblà           | rest            | 12     |           |              |        |       |
| 1977 | raspall   | Galán                   | Juan Barber Escrivà             | bellreguardí    | mitger          | 3      | 3         |              | [ 9 ]  |       |
| 1980 | escala    | Barraca                 | Pepe Barraca                    | alteà           | rest            |        |           |              |        |       |
| 1969 | escala    | Miguelín                | Miguel Ángel Bas López          | valentí         | feridor         | 8      |           |              |        |       |
| 1978 | escala    | Canari de Rafelbunyol   | José Bellver Gamón              | rafelbunyoler   | punter          | 8      | 3         |              |        |       |
| 1970 | escala    | Tino                    | Celestino Bendicho Mercader     | valentí         | punter          | 15     | 10        |              |        |       |
| 1974 | llargues  | Botero                  | David Beneit Cerdán             | petrerí         | mitger          | 17     | 4         |              | [ 10 ] |       |
|      | frontó    | Adrián de Quart         | Adrián Benito                   | quartà          |                 |        |           |              |        |       |
| 1997 | raspall   | Pablo                   | Pablo Bertomeu Sanlorenzo       | barxetà         | rest            | 2      | 6         |              | [ 11 ] |       |
| 1977 | raspall   | Coeter II               | Francisco Luis Brines Ferrer    | simater         | mitger          | 11     | 7         |              |        |       |
|      | raspall   | Coeter I                | Miquel Brines Ferrer            | simater         |                 | 2      | 1         |              |        |       |
| 1990 | escala    | Bueno                   | Víctor Bueno Gimeno             | melianer        | punter          | 1      |           | [ 12 ]       |        |       |
|      | escala    | Xato de Pedreguer       | Jaume Buigues                   | pedreguer       | rest            |        |           |              |        |       |
| 1989 | escala    | Tomàs II                | Tomàs Buigues Mestre            | xaloner         | punter          | 6      | 8         |              |        |       |
| 1981 | escala    | Genovés II              | José Cabanes Corcera            | genovesí        | rest            | 30     | 22        |              |        |       |
| 1954 | escala    | Genovés I               | Paco Cabanes Pastor             | genovesí        | rest            | 16     | 9         |              | 2021   |       |
| 1975 | raspall   | Juan                    | Juan Cabanes Sanchis            | genovesí        | rest            | 3      | 6         |              |        |       |
| 1981 | raspall   | Leandro III             | Juan Miguel Calabuig Juan       | aieloner        | mitger          | 7      | 5         | [ 13 ]       |        |       |
| 1992 | raspall   | Guadi                   | José Canet Vercher              | lloser          | rest            | 2      | 3         |              |        |       |
| 2002 | escala    | Mario de Riba-roja      | Mario Casades Tortajada         | ribarrogenc     | rest            |        |           |              | [ 14 ] |       |
| 1982 | escala    | Jesús                   | Jesús Cebrià del Rey            | siller          | mitger          | 13     | 15        |              |        |       |
| 1989 | escala    | Santi II                | Santiago Cebrià del Rey         | siller          | rest            | 1      |           |              |        |       |
| 1976 | frontó    | Adrián II               | Adrián Celda García             | muserenc        | rest            | 5      | 5         |              |        |       |
| 1969 | escala    | Cervera                 | Vicente Cervera Chust           | alaquaser       | rest            | 12     | 13        |              |        |       |
| 1986 | escala    | Raül                    | Raúl Cervera Giménez            | godelletà       | mitger          | 14     | 11        |              |        |       |
| 1989 | escala    | Nacho de Beniparrell    | Ignacio Chacón Dalmau           | beniparrellí    | mitger          | 10     | 4         |              |        |       |
| 1986 | raspall   | Chaveli II              | David Chaveli Moscardó          | xeraquer        | rest            |        | 1         | [ 15 ]       |        |       |
| 1939 | escala    | Gat I                   | Ramon Chisvert Ballester        | elianer         | punter          | 3      | 3         |              |        |       |
| 1945 | escala    | Gat II                  | Lluís Chisvert Ballester        | elianer         |                 | 1      |           |              |        |       |
| 1996 | raspall   | Roberto                 | Roberto Chordà Villalba         | alzireny        | mitger          | 2      |           |              | [ 16 ] |       |
|      | escala    | Primi                   | Primitivo Cirugeda Mulet        | gater           | rest            |        |           |              |        |       |
| 1982 | escala    | Colau                   | Hèctor Coll Sebastià            | poblà           | rest            | 2      |           |              |        |       |
| 1989 | escala    | Colau II                | Antonio Coll Sebastià           | poblà           | punter          | 4      |           |              |        |       |
| 1975 | escala    | Martí                   | José Agustín Martí Navarro      | valentí         | rest            | 1      |           |              |        |       |
| 1969 | escala    | Serrano                 | Vicente Serrano Aguilar         | valentí         | mitger i punter | 1      | 2         |              |        |       |
| 1971 | escala    | zurdet de Benissa       | Pedro Juan Pineda Ivars         | benisser        | punter          |        |           |              |        |       |
| 1960 | escala    | Sanchis de Genovés      | José Sanchís Soler              | genovesí        | punter          |        |           |              |        |       |
| 1978 | escala    | Pascualito              | Pascual Soler Sanchis           | genovesí        | mitger          |        |           |              |        |       |
| 1976 | escala    | Ximet                   | José Joaquín Caudet Gómez       | benaviter       | mitger          | 1      | 1         |              |        |       |
| 1979 | rasp. ad. | Julio d'Oliva           | Julio Cortés Rodríguez          | oliver          | rest            | 15     | 1         | [ 17 ]       |        |       |
|      | frontó    | Toni Costa              | Antonio Costa                   |                 |                 |        |           |              |        |       |
| 1905 | galotxa   | Mestret de Massalfassar | Jaume Costa i Bosch             | castellonenc    | mitger          |        |           |              | 1988   |       |
| 1966 | galotxa   | Costa de Beniparrell    | Carlos Costa Delhom             | beniparrellí    | mitger          |        | [ 18 ]    |              |        |       |
| 1968 | raspall   | Loripet                 | Luis Francisco Cucarella Mas    | simater         | rest            | 5      | 6         |              |        |       |
| 1998 | escala    | De la Vega              | Lluís de la Vega Herrero        | almussafenc     | rest            | 1      |           | [ 19 ]       |        |       |
|      | galotxa   | Ramonet                 | Ramon Devis Torres              | massalfassí     |                 |        |           |              |        |       |
| 1990 | raspall   | Escoto                  | Josep Escoto Boluda             | oliver          | rest            |        | 2         | 3            |        |       |
| 2001 | raspall   | Ivan d'Ontinyent        | Iván Esparza Santamaria         | ontinyentí      | rest            |        |           | 1            | [ 21 ] |       |
| 1986 | galotxa   | Espínola                | Alberto Espínola Marcos         | albalenc        | mitger          | 7      | 7         |              |        |       |
| 1976 | frontó    | Lemay                   | Lemay Estrada Arce              | cubà            | punter          | 11     | 2         |              |        |       |
| 1945 | escala    | Carboneret II           | Josep Fabado Domingo            | paterner        | punter          | 1      |           |              | 2018   |       |
| 1981 | escala    | Melchor                 | Melchor Fauli Garcés            | benaviter       | rest            |        | 3         |              |        |       |
| 1968 | escala    | Pasqual II              | Pasqual Ferrer Gómez            | benaguasiler    | punter          |        | 3         |              |        |       |
| 1994 | escala    | Ferrer                  | Santiago Ferrer Reus            |                 | rest            |        | [ 24 ]    |              |        |       |
| 1964 | escala    | Perele I                | Jaume Ferrer Richard            | antellà         | rest            | 1      |           |              |        |       |
| 1969 | escala    | Perele II               | Ramon Ferrer Richard            | antellà         | mitger          | 1      |           |              |        |       |
|      | llargues  | Dani de la Nucia        | Daniel Flores Rigby             | nucier          |                 |        |           |              |        |       |
| 1952 | escala    | Vicentico               | Vicent Fonfría Ferrando Palleto | moncofí         | rest            |        |           |              |        |       |
| 1967 | galotxa   | Jesús                   | Jesús Fontestad Duet            | massalfassí     |                 |        |           |              |        |       |
| 1996 | escala    | Francés                 | Álvaro José Francés Moreno      | petrerí         | rest            | 1      | 2         |              |        |       |
| 1992 | raspall   | Mario de Bicorb         | Mario Gandia Serrano            | bicorbí         | rest            | 6      | 4         |              | [ 25 ] |       |
| 1965 | escala    | Oñate II                | Francisco Javier García Atienza | massamagrellenc | punter          | 7      | 6         |              |        |       |
| 1970 | raspall   | Moro d'Alcàntera        | Jose Francisco García Boscà     | alcanterí       | mitger          | 10     | 6         |              | [ 26 ] |       |
|      | galotxa   | Pedro de Puçol          | Pedro García Esteve             | puçolenc        |                 |        |           |              |        |       |
|      | frontó    | Amadeo                  | Amadeo Garcia Garcia            | poblà           | rest            |        |           |              |        |       |
| 1991 | raspall   | Brisca                  | Sergi Garcia Sanjuan            | oliver          | mitger          | 2      |           |              |        |       |
| 2000 | raspall   | Mar de Bicorp           | Mar Giménez Gascó               | bicorbí         | rest            | 7      | 1         | 1            |        |       |
| 1998 | escala    | Álvaro de Massalfassar  | Álvaro Gimeno Burgos            | massalfassí     | punter          |        |           |              | [ 27 ] |       |
| 1995 | escala    | Marc                    | Marc Gimeno Sánchez             | montserratí     | rest            | 1      | 2         |              |        |       |
| 1983 | raspall   | Anna de Borbotó         | Ana Belén Giner Fácila          | borbotonera     | rest            | 18     | 1         |              | [ 28 ] |       |
| 1998 | escala    | Giner de Murla          | Marc Giner Giner                | murler          | rest            | 4      |           |              |        |       |
| 1967 | llargues  | Jan de Murla            | John Giner Muñoz                | murler          | banca           | 31     | 11        |              |        |       |
| 1992 | raspall   | Gabi Gomar              | Gabriel Gomar Garcia            | poblà           | mitger          |        | 1         | 1            |        |       |
| 1974 | escala    | Dani de Benavites       | Daniel Gómez Giménez            | benaviter       | mitger          | 29     | 16        | 3            |        |       |
| 1980 | escala    | Miguel de Petrer        | Miguel González Marí            | petrerí         | rest            | 11     | 13        | 2            |        |       |
| 1985 | raspall   | Miravalles              | Rubén González Miravalles       | genovesí        | mitger          | 2      | 4         |              | [ 31 ] |       |
| 1920 | escala    | Gorrea                  | Francisco Gorrea Hernández      | llirià          | rest            |        |           |              | 1990   |       |
|      | raspall   | Juan Gràcia             | Juan Gràcia Escrivà             | potrier         |                 |        | 2         |              |        |       |
| 1968 | escala    | Grau                    | José Vicente Grau Juan          | valentí         | mitger          | 21     | 8         |              |        |       |
| 1989 | raspall   | Punxa                   | Àngel Gregori Roig              | piler           | rest            | 2      | 1         | 2            | [ 33 ] |       |
| 1957 | escala    | Fredi                   | Alfred Hernando Hueso           | valentí         | rest            | 6      | 5         |              |        |       |
| 1990 | escala    | Herrera                 | Jonathan Herrera Ramos          | beniparrellí    | punter          | 7      | 8         |              |        |       |
| 1967 | galotxa   | Voro de Montserrat      | Salvador Hervàs Llàcer          | montserratí     | mitger          | 1      | 3         |              |        |       |
| 1996 | raspall   | Ibiza de Xeraco         | Héctor Ibiza Figueres           | xeraquer        | mitger          | 1      | 1         | [ 34 ]       |        |       |
| 1947 | escala    | Antoniet d'Almassora    | Antoni Jorques Mas              | almassorí       | rest            | 1      |           |              |        |       |
| 1987 | galotxa   | Alberto                 | Alberto Jurado Forner           | foier           | rest            |        |           |              |        |       |
| 1998 | one wall  | Sacha                   | Sacha Kruithof Perelló          | orber           | rest            | [ 35 ] |           |              |        |       |
| 1993 | escala    | Pablo de Borriol        | Pablo Linares Balaguer          | borriolenc      | rest            | [ 36 ] |           |              |        |       |
| 1933 | escala    | Ferreret                | Joaquín Lizondo Vergara         | muserenc        | rest            | 1      |           |              | 2008   |       |
|      | raspall   | Santi del Genovés       | Santiago Llopis                 | genovesí        |                 |        |           |              |        |       |
| 1994 | raspall   | Ricardet                | Josep Llopis Cerdà              | genovesí        | punter          | 2      | 2         |              |        |       |
| 1938 | escala    | Llopis                  | Miguel Llopis Olaso             | miramarí        | rest            |        |           |              |        |       |
| 1981 | raspall   | David del Genovés       | David Llopis Tomàs              | genovesí        | rest            | 1      | 1         | 1            |        |       |
|      | raspall   | Javi del Genovés        | Javier Llopis Tomàs             | genovesí        |                 |        |           |              |        |       |
| 1974 | raspall   | Batiste II              | Juan Llopis Tomás               | genovesí        | rest            | 4      | 4         |              |        |       |
| 1973 | llargues  | Álvaro de Tibi          | Álvaro López Cremades           | tiber           | banca           |        |           |              | 2016   |       |
| 2003 | escala    | Diego d'Onda            | Diego López Fernández           | onder           | rest            |        |           |              | 21 a.  |       |
| 2002 | raspall   | Javi d'Oliva            | Javi López                      | oliver          | mitger          |        |           | [ 39 ]       |        |       |
| 2002 | raspall   | Murcianet               | Adrián López Pardo              | castelloner     | mitger          |        | 2         |              | [ 40 ] |       |
| 1973 | escala    | Pedro el Zurdo          | Pedro José López Ronda          | valentí         | rest            | 7      | 4         |              |        |       |
| 1993 | raspall   | Lorja                   | Paco Lorja Jordán               | alzireny        | mitger          | 1      | 2         | [ 41 ]       |        |       |
| 1999 | escala    | Lostado                 | David Lostado Fernández         | algimià         | rest            |        |           |              | [ 42 ] |       |
|      | raspall   | Costa                   | José Lurbe Chova                | xeraquer        |                 |        |           |              |        |       |
| 1976 | galotxa   | Víctor de Massalfassar  | Víctor Margaix Izquierdo        | massalfassí     |                 |        |           |              |        |       |
| 1990 | raspall   | Marrahí                 | Julio Marrahí Ruano             | castelloner     | rest            | 4      | 3         |              | [ 44 ] |       |
|      | raspall   | Martí de Llutxent       | Ricardo Martí Canet             | llutxentí       |                 |        |           |              |        |       |
| 1969 | llargues  | Martines                | Josep Antoni Martínez i Asensi  | campeller       | banca           | 42     | 7         |              | [ 45 ] |       |
|      | galotxa   | Toni de Beniparrell     | Antonio Martínez Ibáñez         | beniparrellí    |                 |        |           |              |        |       |
|      | galotxa   | Carlos de Sollana       | Carlos Martínez Magraner        | sollaner        |                 |        |           | 3            |        |       |
|      | galotxa   | José de Sollana         | José Martínez Magraner          | sollaner        |                 |        |           |              |        |       |
|      | raspall   | Malonda IV              | Enric Malonda                   | oliver          |                 |        |           |              |        |       |
| 1984 | raspall   | Sagasta II              | Vicent Martí Santacatalina      | simater         | mitger          |        | 2         | [ 47 ]       |        |       |
| 1999 | raspall   | Seve                    | Seve Martínez Murillo           | castelloner     | mitger          | 1      | 2         |              | [ 48 ] |       |
| 1972 | raspall   | Armando                 | Armando Mercé Vidal             | bicorbí         | rest            | 7      | 7         |              |        |       |
| 1967 | escala    | Mezquita                | José Jorge Mezquita García      | vila-realenc    | rest            | 10     | 3         |              |        |       |
| 1974 | escala    | Adrián I                | Adrián Miguel Mascarell         | suecà           | rest            | 6      | 1         |              |        |       |
| 1884 | escala    | Xiquet de Simat         | Terenci Miñana i Andrés         | simater         | mitger          |        |           |              | 1954   |       |
| 1941 | raspall   | Canana II               | Antonio Miralles                | genovesí        |                 |        |           |              | 2015   |       |
| 1992 | raspall   | Moltó                   | Alfonso Moltó Puertas           | barxetà         | rest            | 7      | 6         |              | [ 49 ] |       |
| 1987 | raspall   | Moncho de Manuel        | Jordi Moncho Blasco             | manuelí         | rest            | 4      | 6         | 3            |        |       |
| 1990 | escala    | Monrabal                | Roberto Monrabal Percha         | vilamarxanter   | punter          | 12     | 7         |              |        |       |
| 1924 | escala    | Roget de Carlet         | Perfecto Monserrat Hervás       | carletí         | rest            |        |           |              |        |       |
|      | galotxa   | Federico de Sollana     | Federico Montagud Blasco        | sollaner        |                 | 6      |           |              | [ 52 ] |       |
| 1998 | raspall   | Montaner                | Josep Montaner Pérez            | almiseratí      | rest            |        |           |              | [ 53 ] |       |
|      | frontó    | Montesa del Puig        | José Antonio Montesa            | pugenc          |                 |        |           |              |        |       |
| 1973 | escala    | Tato d'Altea            | Jaume Morales Moltó             | alteà           | mitger          | 13     | 12        |              |        |       |
| 1968 | raspall   | Morera d'Oliva          | José Antonio Morera Torres      | oliver          | mitger          | 2      |           |              |        |       |
|      | escala    | Xiquet de Gata          | Gabriel Mulet Pons              | gater           | rest            |        |           |              |        |       |
| 1972 | raspall   | Agustí                  | Agustí Murillo Barberà          | castelloner     | mitger          | 3      | 7         |              |        |       |
| 1982 | raspall   | Dorín                   | Javier Nadal Corral             | xeraquer        | mitger          | 5      | 6         |              |        |       |
| 1990 | raspall   | Sergio del Genovés      | Sergio Navarro Masip            | genovesí        | rest            | 6      | 3         | [ 54 ]       |        |       |
| 1973 | escala    | Álvaro de Faura         | Álvaro Navarro Serra            | faurer          | rest            | 46     | 24        |              |        |       |
| 1969 | frontó    | Núñez                   | Antonio Núñez Celda             | quartà          | rest            | 8      | 16        |              | 2013   |       |
| 1965 | llargues  | Màlia                   | José Vicente Oliver Moll        | guarer          | banca           | 11     | 4         |              |        |       |
| 1987 | raspall   | Xoto del Genovés        | José Vicente Oltra Sanjuan      | genovesí        | rest            | 14     | 3         | [ 55 ]       |        |       |
| 1960 | escala    | Oltra del Genovés       | Joaquín Oltra Sanchis           | genovesí        | feridor         | 8      | 3         | 1            |        |       |
| 1986 | raspall   | Guille d'Alzira         | Guillermo Orón Cabo             | alzireny        | rest            | 4      | 1         |              |        |       |
| 2002 | raspall   | Marc d'Alcàntera        | Marc Ortega Femenia             | alcanterí       | mitger          |        |           |              | [ 56 ] |       |
|      | galotxa   | Canelles de Meliana     | José Orts                       | melianer        |                 |        |           |              |        |       |
| 1928 | escala    | Xatet I                 | José Ortuño Martínez            | carletí         | rest            |        |           |              | 2005   |       |
| 1985 | escala    | Santi                   | Santiago Ortuño Orquín          | finestratí      | mitger          | 9      | 11        | 1            |        |       |
| 1955 | escala    | Xatet II                | Josep Ortuño Signes             | carletí         | rest            |        |           |              |        |       |
| 1998 | escala    | Salva Palau             | Salvador Palau Clerigues        | alginetí        | rest            |        |           |              | 27 a.  |       |
| 1998 | escala    | Julio Palau             | Julio Palau Duart               | alginetí        | rest            |        |           | 1            | 27 a.  |       |
| 1925 | escala    | Juliet d'Alginet        | Julio Palau Lozano              | alginetí        | rest            |        |           |              | 2015   |       |
| 1974 | raspall   | Pepito                  | Carlos Parra Mestre             | oliver          | rest            | 9      | 2         |              | 2018   |       |
| 1979 | escala    | Félix                   | Fèlix Peñarrubia Larrosa        | gandià          | mitger          | 21     | 17        |              |        |       |
|      | raspall   | Francisquet d'Oliva     | Francisco José Pericas Malonda  | oliver          |                 |        |           |              |        |       |
| 2000 | escala    | Vicent                  | Vicent Peydro Ros               | vinalesí        | rest            | [ 61 ] |           |              |        | 25 a. |
|      | galotxa   | Pla de Meliana          | José Pla                        | melianer        |                 |        |           |              |        |       |
| 1999 | raspall   | Rafa                    | Rafael Pla Martí                | alzireny        | rest            | [ 62 ] |           |              |        |       |
| 1991 | raspall   | Canari de Xeraco        | Jose Luis Planes Tejada         | xeraquer        | mitger          | 2      | 7         | [ 63 ]       |        |       |
| 2001 | raspall   | Jose de Xeraco          | Jose Planta Torres              | xeraquer        | mitger          |        |           | [ 64 ]       |        |       |
| 1993 | raspall   | Néstor                  | Néstor Portes Morell            | pegolí          | mitger          | 8      | 1         |              | [ 65 ] |       |
| 1960 | escala    | Puchol I                | Francesc Xavier Puchol i Ruiz   | vinalesí        | rest            | 4      | 5         | 1            |        |       |
|      | escala    | Llíria I                | Josep Puchol                    | llirià          | rest            |        |           |              |        |       |
| 1999 | raspall   | Anna de Beniparrell     | Ana Puertes Espadas             | beniparrellina  | mitgera         | 3      | 1         |              |        |       |
| 1995 | raspall   | Noèlia de Beniparrell   | Noèlia Puertes Espadas          | beniparrellina  | rest            | 2      | 1         |              |        |       |
|      | galotxa   | Fran de Beniparrell     | Francisco Puertes Juan          | beniparrellí    |                 |        |           |              |        |       |
| 1944 | llargues  | Tonico de Murla         | Antonio Reig Guerri             | murler          | banca           | 12     | 2         |              |        |       |
| 1986 | galotxa   | Àngel de Murla          | Àngel Reig Sànchez              | murler          | rest            | 11     | 10        |              |        |       |
| 1932 | escala    | Rovellet                | Antoni Reig Ventura             | valentí         | rest            | 1      |           |              |        |       |
| 1910 | llargues  | Llanera                 | Emili Revert i Martínez         | llanerí         |                 |        |           |              |        |       |
| 1952 | escala    | Ribera I                | José Jesús Ribera Barberà       | carcaixentí     | rest            |        |           |              |        |       |
| 1974 | escala    | Ribera II               | Daniel Ribera                   | carcaixentí     | rest            |        |           |              |        |       |
| 1985 | escala    | Pere de Pedreguer       | Pere Ribes García               | pedreguer       | mitger          | 16     | 3         | [ 67 ]       |        |       |
| 1867 | escala    | Nel de Murla            | José Vicente Riera Calatayud    | murler          | rest            |        |           |              | 1954   |       |
| 1938 | escala    | Ferrer II               | Jesús Rodríguez Ferrer          | alzireny        | rest            |        |           |              | 2019   |       |
| 1989 | raspall   | Josep de Xeraco         | Josep Rodríguez Gómez           | xeraquer        | mitger          | 5      | 5         | [ 68 ]       |        |       |
| 1988 | escala    | Héctor II               | Héctor Rodríguez Mestre         | massamagrellenc | punter          | 5      | 2         | 1            |        |       |
|      | escala    | Patet                   | Bernardo Roig Marco             | carletí         | rest            |        |           |              |        |       |
| 1996 | escala    | Conillet                | Josep Roig Oliver               | orber           | punter          | 2      | 2         |              |        |       |
| 1975 | escala    | Pedrito de Pelayo       | Pedro Ruiz Carrilero            | valentí         | feridor         | 1      | 1         |              |        |       |
| 1921 | escala    | Sagols                  | Salvador Sagols Gavarri         | borrianenc      | rest            |        |           |              | 1987   |       |
| 1997 | escala    | Pablo Salvador          | Pablo Salvador Garnes           | valentí         | mitger          | [ 71 ] |           |              |        |       |
| 1992 | raspall   | Sidhamed                | Sidahmed Said Buda Brahim       | sahraui         | mitger          | 1      | 2         | 4            |        |       |
| 2002 | raspall   | Salelles II             | Carlos Salelles Sorolla         | oliver          | rest            | 1      |           |              | [ 73 ] |       |
| 1998 | escala    | José Salvador           | José Salvador Fernández         | quarter         | rest            |        | 1         | [ 74 ]       |        |       |
| 1936 | raspall   | Pigat I                 | Pasqual Sanchis Navarro         | genovesí        |                 |        |           |              |        |       |
| 1963 | escala    | Pigat II                | Pasqual Sanchis Moscardó        | genovesí        | rest            | 9      | 6         |              |        |       |
| 1968 | escala    | Pigat III               | Eduardo Sanchis Moscardó        | genovesí        | punter          | 3      | 3         |              |        |       |
| 1932 | escala    | Xato de Museros         | Vicent Ruiz Sanfèlix            | muserenc        | rest            | [ 76 ] |           |              |        |       |
|      | galotxa   | Ferdi                   | Rafael Sancho Zanón             | godelletà       |                 |        |           |              |        |       |
| 1984 | escala    | Javi                    | Javier Sansó León               | massalfassí     | mitger          | 8      | 12        | 1            |        |       |
| 1990 | escala    | Carlos II               | Carlos Sanchis Pou              | genovesí        | punter          | 8      | 7         |              |        |       |
| 1997 | raspall   | Raúl                    | Raúl Sanchis Pou                | genovesí        | mitger          | 3      | 1         | [ 78 ]       |        |       |
| 1994 | raspall   | Sanchis de Montesa      | Jaume Sanchis Soriano           | montesí         | mitger          | 5      | 5         |              |        |       |
| 1942 | escala    | Eusebio de Riola        | Josep Sanvenancio Merino        | riolenc         | rest            | 2      | 4         |              |        |       |
| 1964 | escala    | Sarasol I               | Enric Sarasol i Soler           | genovesí        | rest            | 16     | 7         |              |        |       |
| 1970 | escala    | Sarasol II              | José María Sarasol i Soler      | genovesí        | mitger          | 31     | 24        |              |        |       |
| 1993 | escala    | Pere Roc II             | Rodrigo Sebastià Alonso         | benidormer      | rest            | 6      | 8         | 1            |        |       |
| 1970 | raspall   | Gorxa                   | José Seguí Cardona              | daimuser        | rest            | 5      | 4         |              |        |       |
| 1990 | raspall   | Guillem                 | Guillem Sentandreu Sebastián    | castelloner     | mitger          |        |           |              |        |       |
| 1988 | raspall   | Ricard de Castelló      | Ricard Sentandreu Sebastián     | castelloner     | rest            | 8      | 5         | 2            |        |       |
| 1975 | escala    | Víctor de Pelayo        | Víctor Serrano Ródenas          | valentí         | rest            | 20     | 14        | 1            |        |       |
| 1912 | escala    | Boixet                  | Adolfo Silvestre Gandia         | alcoià          | rest            |        |           |              | 1976   |       |
| 1963 | escala    | Edi de Murla            | Eduardo Sirera Blanco           | murler          | mitger          | 2      | 3         |              |        |       |
| 1970 | escala    | Solaz                   | Carlos Solaz Pradas             | valentí         | mitger          | 4      | 7         | 2022         |        |       |
| 1978 | escala    | León del Genovés        | Rafael Soler i Tomás            | genovesí        | rest            | 5      | 14        |              |        |       |
| 1938 | escala    | Soro I                  | Batiste Soro Iborra             | massamagrellenc | rest            | 1      |           |              | [ 81 ] |       |
|      | escala    | Soro II                 | Manolo Soro                     | massamagrellenc | rest            |        |           |              |        |       |
| 1984 | escala    | Soro III                | Francesc Soro Juan              | massamagrellenc | rest            | 23     | 11        |              | [ 82 ] |       |
| 1971 | raspall   | Alberto Todolí          | Alberto Todolí Momparler        | aielí           | mitger          | 10     | 5         |              | [ 83 ] |       |
| 2000 | escala    | Hilari de Beniparrell   | Hilari Vázquez Pérez            | beniparrellí    | mitger          |        |           |              | [ 84 ] |       |
| 1999 | raspall   | Vercher                 | Ximo Vercher Guillem            | piler           | rest            | 3      | 1         | 1            | 26 a.  |       |
| 1978 | escala    | Salva de Massamagrell   | Salvador Vicente Mormeneo       | massamagrellenc | mitger          | 10     | 1         |              |        |       |
| 1986 | escala    | Héctor I                | Héctor Vidal Hernández          | guarer          | mitger          | 13     | 8         |              |        |       |
| 1992 | escala    | Pablo de Sella          | Pablo Vidal Climent             | sellà           | rest            | 2      | 1         |              |        |       |
| 1989 | raspall   | Raül de Benigànim       | Raül Vidal Moscardó             | beniganí        | rest            | 1      | 1         | [ 87 ]       |        |       |
| 1987 | escala    | Fageca                  | Ismael Vidal Soneira            | valentí         | rest            | 6      | 4         | 3            | dret   |       |
| 1978 | raspall   | Waldo d'Oliva           | Waldo Vila Gilabert             | oliver          | rest            | 21     | 7         | [ 88 ]       |        |       |
|      | raspall   | Batiste I               |                                 | genovesí        |                 |        |           |              |        |       |
|      | escala    | 1982                    | Boni                            |                 | vilamarxanter   | rest   |           |              |        |       |
|      | raspall   | Burguera                |                                 |                 |                 |        |           |              |        |       |
|      | frontó    | Canetero                |                                 | moixentí        |                 |        |           |              |        |       |
|      | raspall   | Juan de Bicorb          |                                 | bicorbí         |                 |        |           |              |        |       |
|      | escala    | Kevin                   |                                 | borriolenc      | rest            |        |           |              |        |       |
|      | raspall   | Leandro I               |                                 | aieloner        |                 |        |           |              |        |       |
|      | raspall   | Leandro II              |                                 | aieloner        |                 |        |           |              |        |       |
|      | raspall   | Lluïset de Beniarrés    |                                 | beniarresí      |                 |        |           |              |        |       |
|      | raspall   | Planto                  |                                 | genovesí        |                 |        |           |              |        |       |
|      | escala    | Roget de Rafelbunyol    |                                 | rafelbunyoler   | rest            |        |           |              |        |       |
|      | frontó    | Salva del Puig          |                                 | pugenc          |                 |        |           |              |        |       |
|      | raspall   | Salva                   |                                 | simater         |                 |        |           |              |        |       |
|      | raspall   | Sariero                 |                                 | gater           |                 |        |           |              |        |       |
|      | raspall   | Simatero                | Josep Sanchis Vila              | genovesí        |                 |        |           |              |        |       |
|      | frontó    | Sevilla                 |                                 |                 |                 |        |           |              |        |       |
|      | escala    | Suret I                 | Antonio Signes González         | carletí         | rest            |        |           |              |        |       |
|      | escala    | Suret II                | Francisco Signes González       | carletí         | rest            |        |           |              |        |       |
|      | escala    | Suret III               | Antonio Signes Belda            | carletí         | rest            |        |           |              |        |       |
|      | galotxa   | Tonet                   | Antonio Torres Esteve           | massalfassí     |                 |        |           |              |        |       |
|      | raspall   | Tur de Piles            |                                 | piler           |                 |        |           |              |        |       |
|      | frontó    | Vicent de Càrcer        |                                 | carcerí         |                 |        |           |              |        |       |
|      | raspall   | Vilare                  |                                 | genovesí        |                 |        |           |              |        |       |
|      | frontó    | Zacarías                |                                 |                 |                 |        |           |              |        |       |
|      | galotxa   | Colorado de Godelleta   | Vicente Zanón Escoto            | godelletà       |                 |        |           |              |        |       |
| 1922 | raspall   | Roget de Pego           | Pascual Carrió Sastre           | pegolí          |                 |        |           |              |        |       |

## Galeria d'imatges

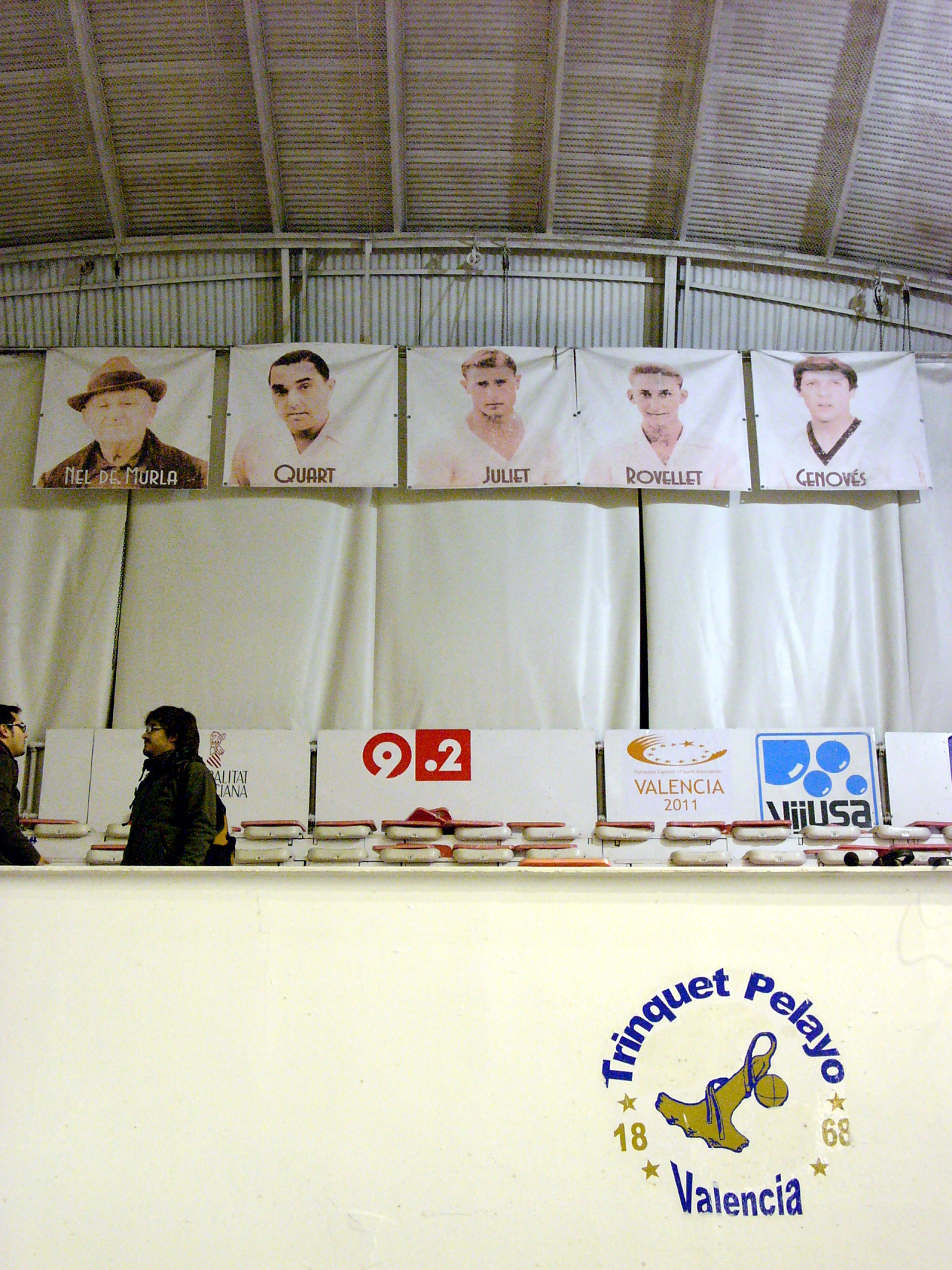
Nel, Quart, Juliet, Rovell i Paco
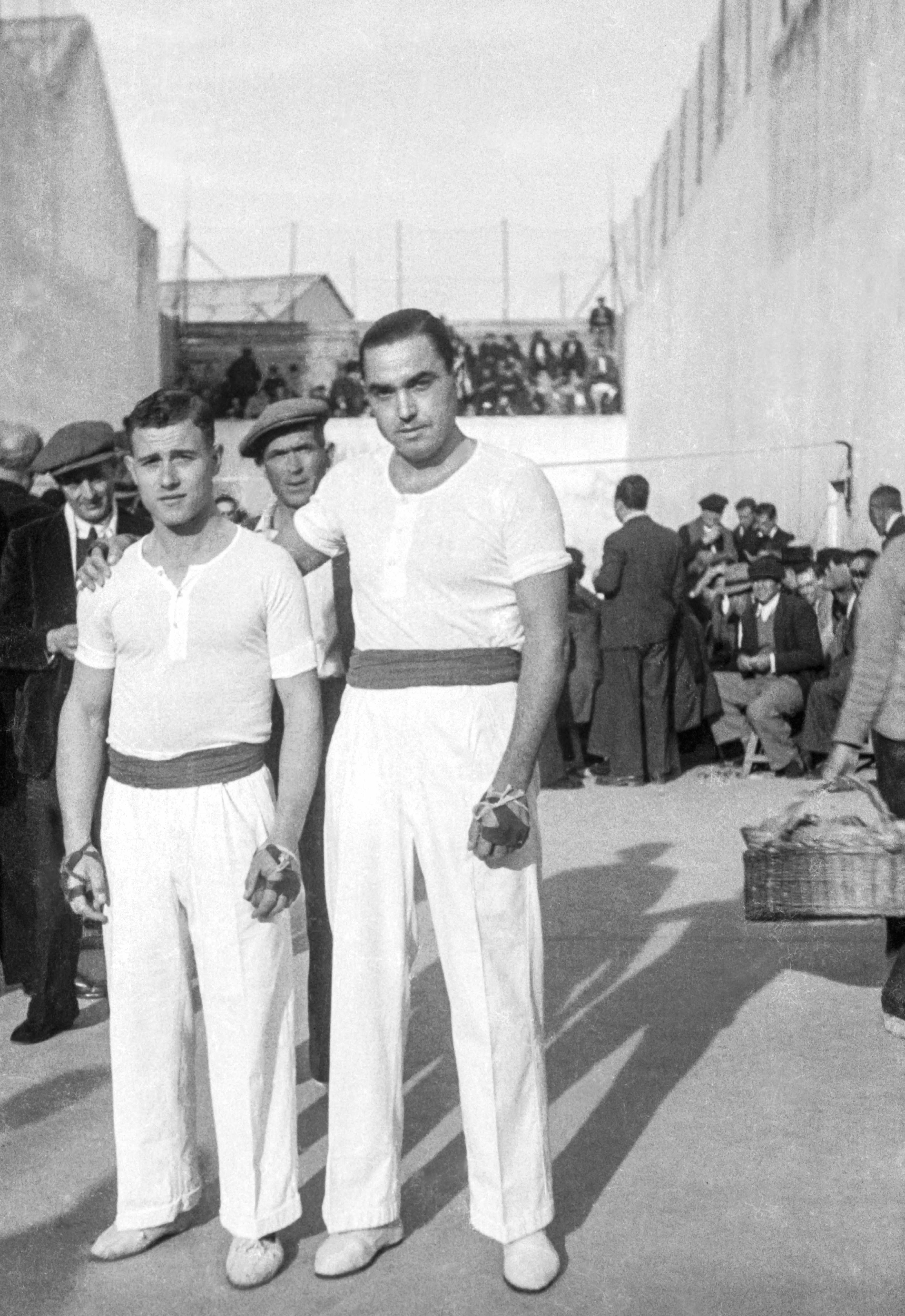
Juliet d'Alginet i Xiquet de Quart (Trinquet d'Alginet, 1946)
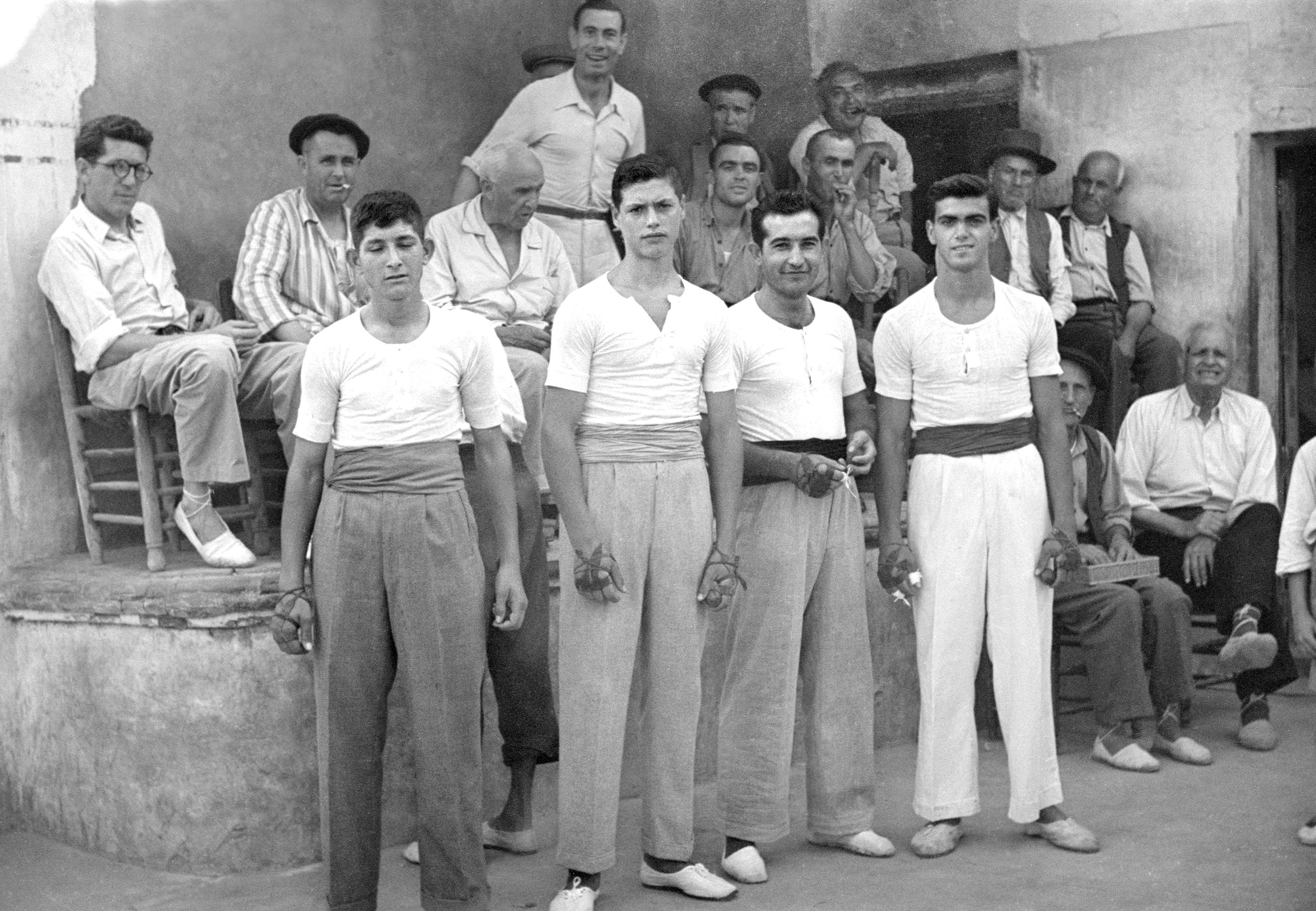
Figures al trinquet d'Alginet, 1948
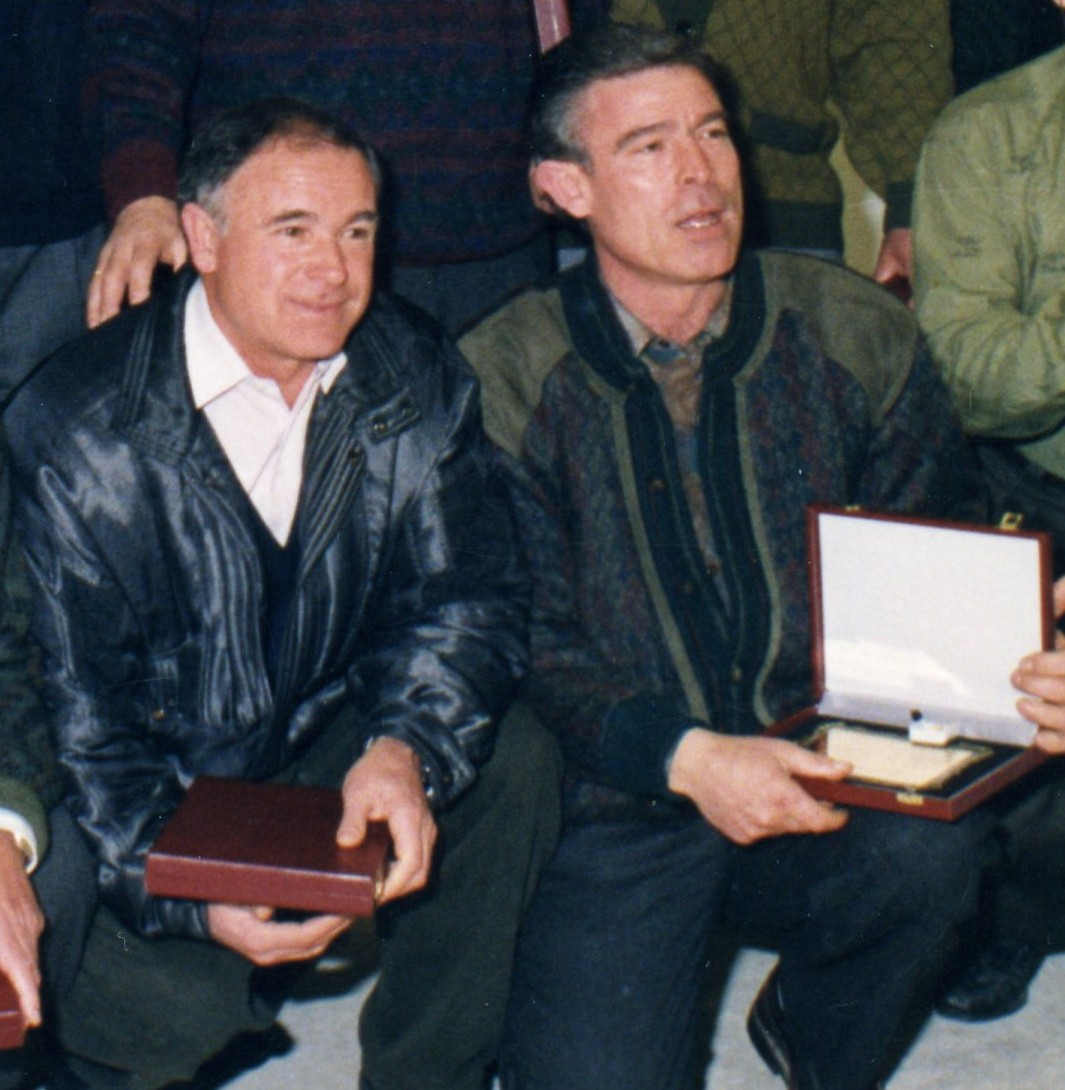
Gat I i Gat II
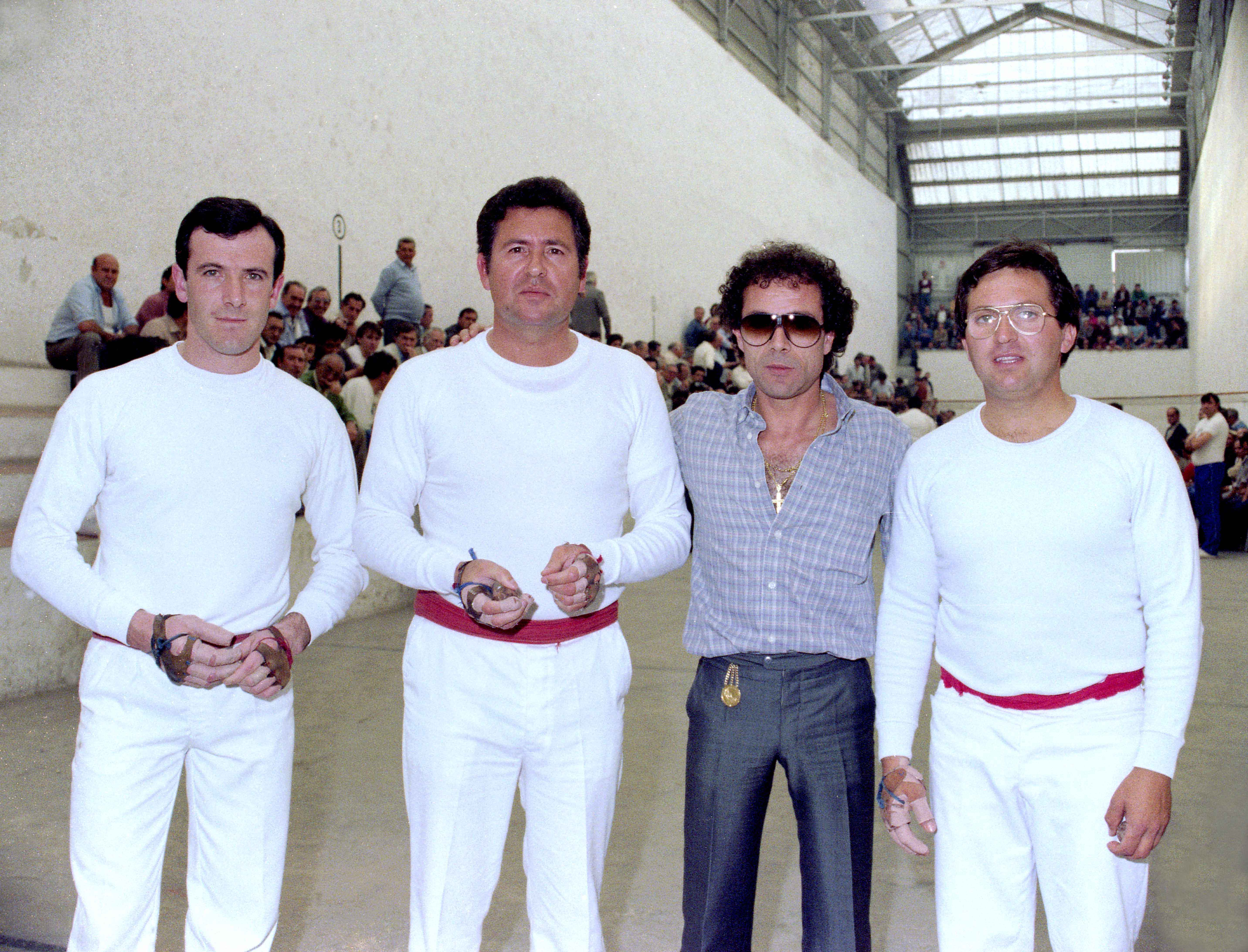
Avellaneda, Josep Sanvenancio Merino -Eusebio-, Wyski i Vicentico
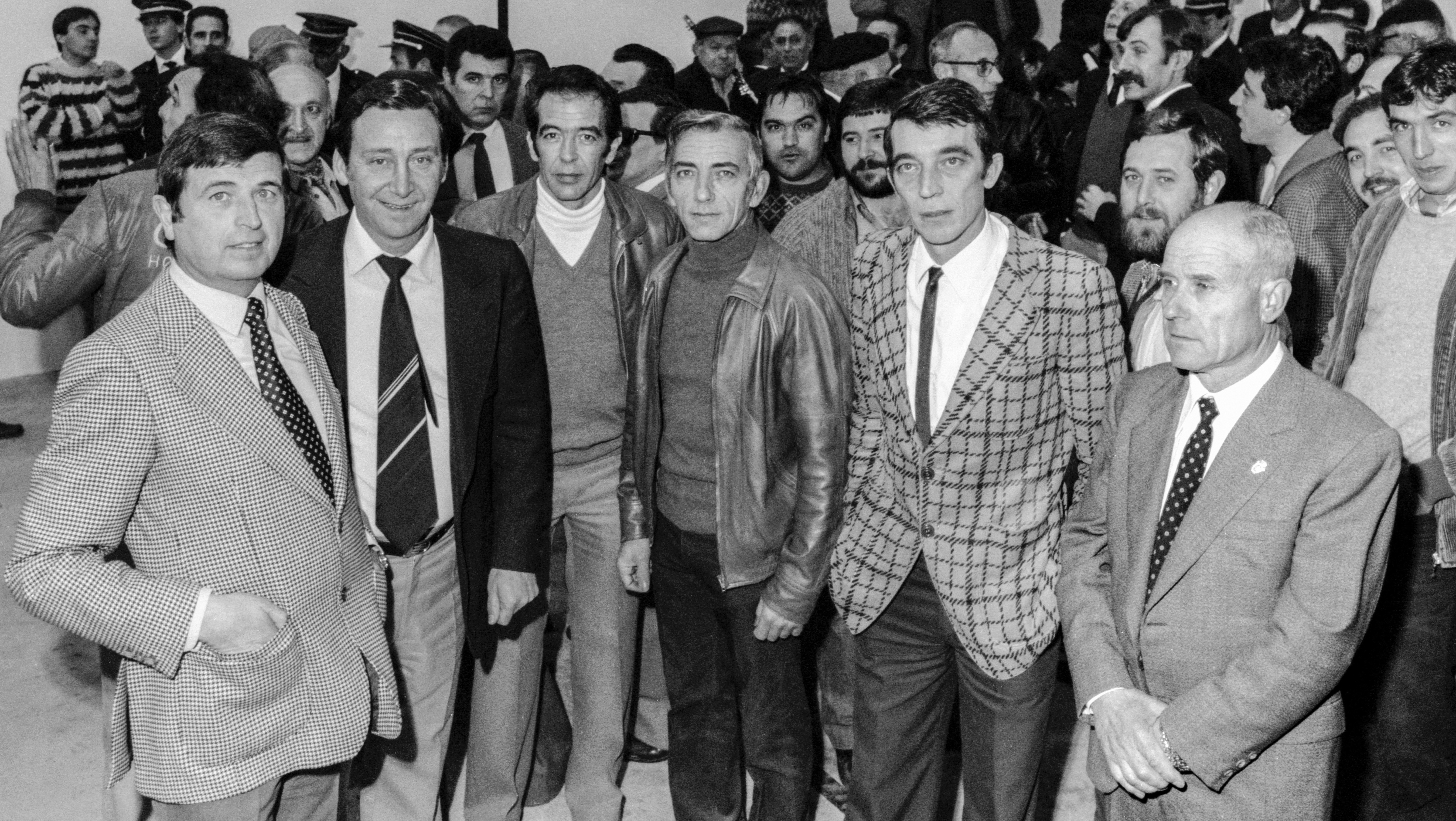
Grans figures,1982.
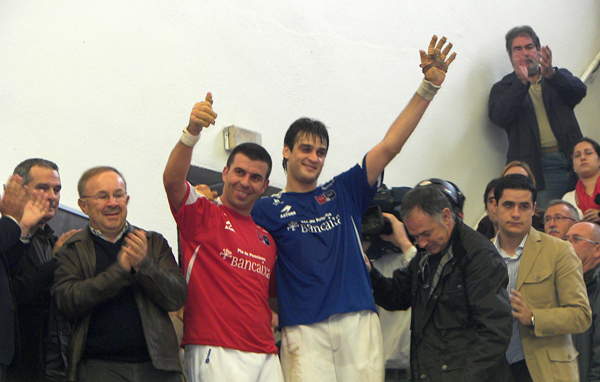
Álvaro i Genovés II en 2008
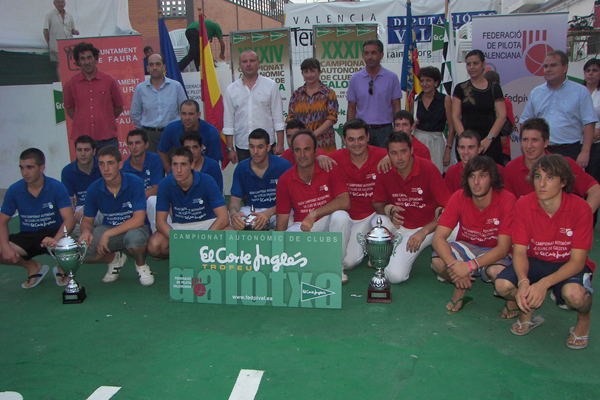
Guanyadors de galotxa en 2009
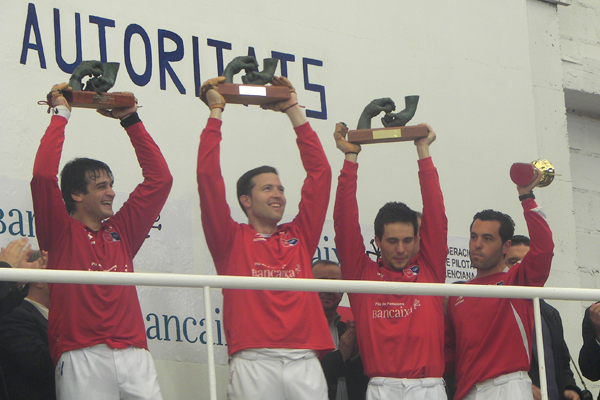
Final del Circuit Bancaixa 09/10
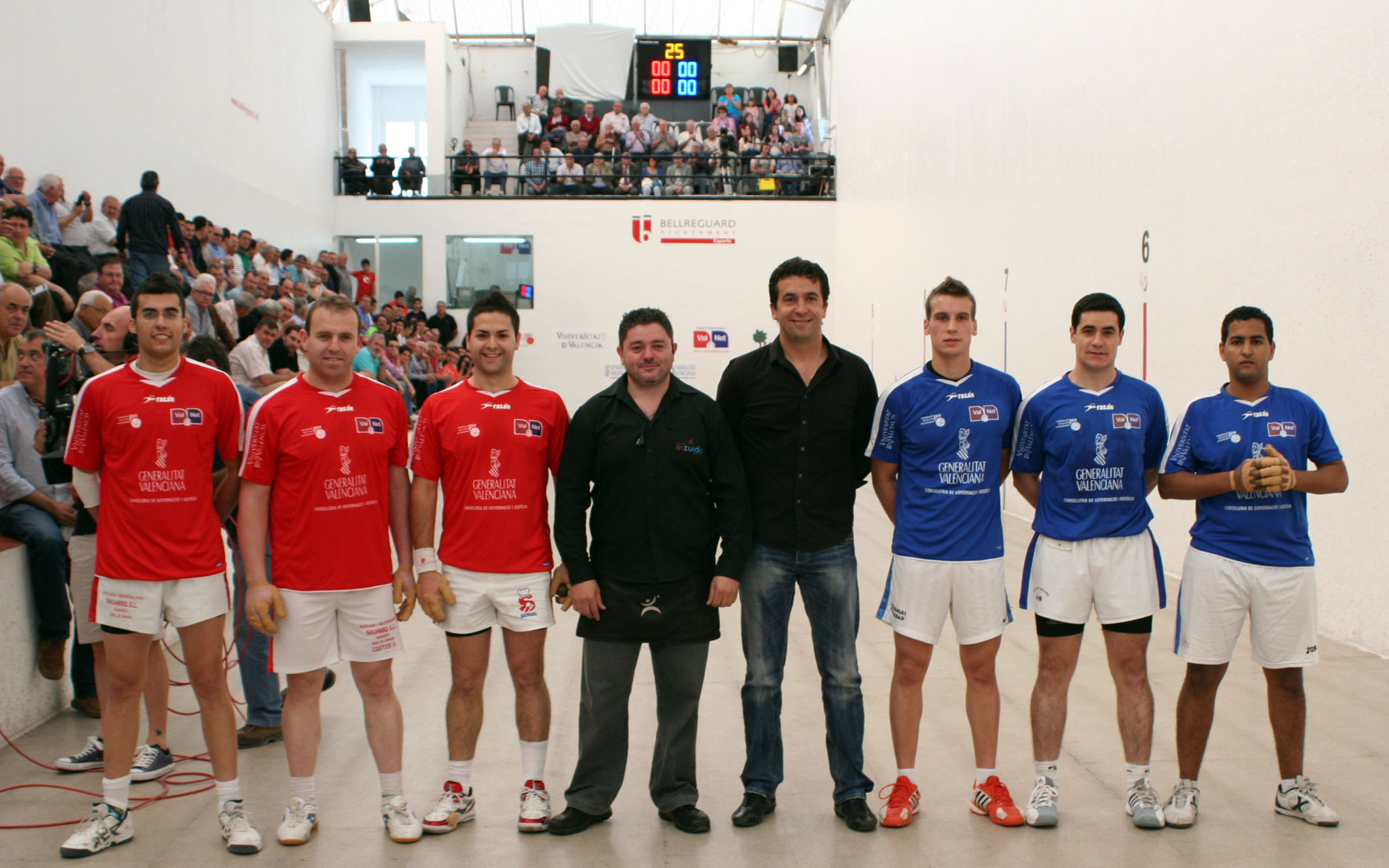
Mestres de Raspall 2013
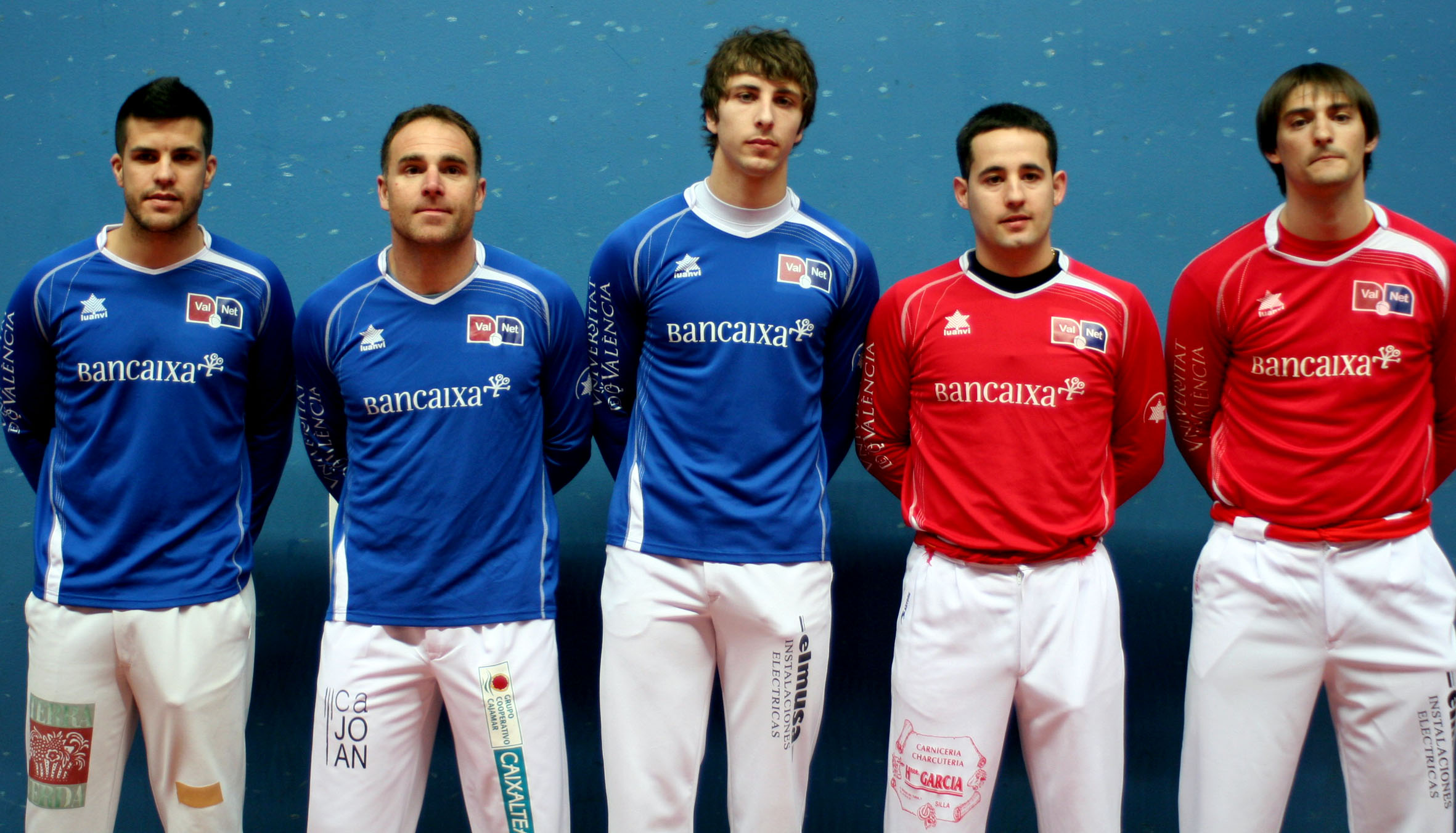
Final del Circuit Bancaixa 12/13
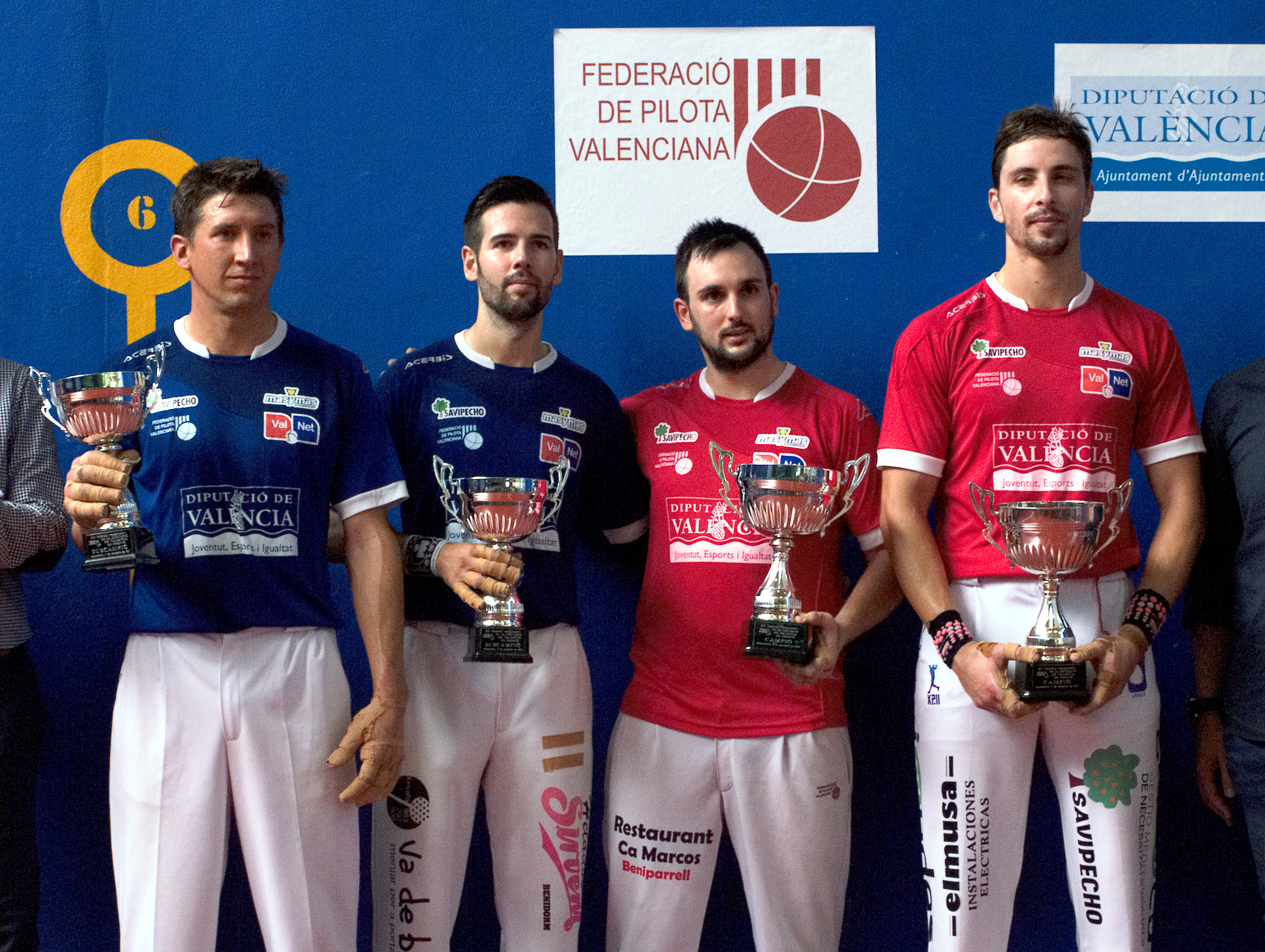
Final del Diputació de Frontó, 2017